# Roatán
A Karib-tengerben található Roatán a Hondurashoz tartozó Islas de la Bahía megye legnagyobb szigete. Mintegy 50 000-en lakják; kedvelt turisztikai célpont. Neve egy mezoamerikai nyelven „a nő/asszony helyét” jelent.

## Földrajz
A mintegy 50 km hosszan nyugat–keleti irányban elnyúló, keskeny sziget a Karib-tenger nyugati részén, Honduras szárazföldi részétől körülbelül 50–60 km-re található. A nála kisebb Utila és Guanaja szigetével, valamint több apró szigettel és korallzátonnyal együtt alkotja az ország Islas de la Bahía nevű megyéjét. A sziget közigazgatási szempontból két községre van osztva, az egyik (nyugaton) Roatán, a másik (keleten) José Santos Guardiola.
Felszínét kisebb dombok, hegyek borítják, amelyeket sűrű növényzet borít. Partjaira, amelyeket helyenként kókuszpálmák, máshol mangroveerdők szegélyeznek, sokhelyütt fehér homok a jellemző.
Éghajlata trópusi, a tengeri hatásoknak köszönhetően az átlagos hőmérséklet 27 °C, bár a téli hónapokban egy-egy hidegfront érkeztével akár 12 °C-ra is csökkenhet. A levegő átlagos páratartalma 25%. Havonta mintegy 5–10 alkalommal esik az eső, de többnyire csak mérsékelt mennyiségben, igaz, néha özönvízszerű eső is előfordul. A hurrikánok viszonylag ritkák errefelé, körülbelül 10 évente érkezik meg egy-egy, de rendszerint akkor sem okoznak nagyobb károkat.

## Települései, létesítményei
A sziget legnagyobb települése Roatán, ahol kikötő, nemzetközi repülőtér, bankok, vendéglők és számos üzlet is működik, valamint a sziget többi részére induló buszok végállomása is itt van. A West Bay nevű településen élnek a leggazdagabbak, a legfelsőbb osztályhoz tartozó lakosok, itt található az egész sziget legjobb strandja is és több búváriskola is működik itt. A déli parton található Los Fuertes és French Harbor település is, utóbbi 3000 állandó lakosával az egyik legnagyobb Roatánon, és több szálloda és diszkó is felépült itt. A Roatánhoz közeli Los Maestros nevű település arról kapta a nevét, hogy eredetileg számos tanár (spanyolul maestro) élt itt: ma is jellemző, hogy inkább a közép- és felsőbb osztály képviselői lakják. Szintén nagyobb település még Punta Gorda is, ahol nagy létszámú színesbőrű (garifuna) népesség él, sajátos kultúrát őrizve. Található a szigeten egy kisebb múzeum és egy tudományos kutatóintézet is.

## Története
A 16. századi spanyol hódítás előtt a szigetet a maják, később a paják lakták, a spanyolok pedig nagy számban hoztak magukkal afrikai rabszolgákat. A 17. században britek érkeztek a szigetre, akik Saint Vincentről származó garifunákat hoztak magukkal, majd Európa számos vidékéről (például a mai Olaszország, Írország és Dánia területéről) és Nagy-Kajmánról érkezve fehér bőrű telepesek is megjelentek. A 18. század második felére Roatán teljesen brit uralom alá került, és bár 1782-ben a spanyolok (mintegy 500 házat elpusztítva) visszafoglalták, 1796-ban ismét a briteké lett. A brit uralom egészen 1861. április 21-ig tartott, amikor is egy Hondurasszal megkötött egyezmény értelmében az utóbbi államhoz került. Roatán községet hivatalosan 1872-ben alapították meg.

## Élővilág
Élővilága igen gazdag. Növényei között sok fenyő, kókusz, orchidea, papaja, mangó és guáva fordul elő. Állatai közül említésre méltó a Roatán-szigeti aguti, amely az egész világon csak itt él, valamint a különféle majmok, lovak, gödények, sirályok, gémek, karvalyok, harkályok, sasok, kolibrik, arapapagájok, sárgatarkójú amazonok és leguánok. A tengeri élővilág is változatos (erre épül a búvárturizmus): tengerisünök, tengericsillagok, rákok, delfinek, polipok, fűrészfogú sügérek, fluoreszkáló férgek, vitorláskardoshal-félék, cápák és repülőhalfélék fordulnak elő a környező vizekben.

## Turizmus, rendezvények
Roatánra a világ minden részéről sok turista érkezik. Fő vonzereje a kellemes éghajlatú tengerpart, de sokak jönnek a környező korallzátonyok miatt, búvárkodás céljából is (külön éjszakai búvárkodást is szerveznek). Egyéb sportolási lehetőségek: labdarúgás, röplabda, hegyikerékpár, delfinekkel úszás, lovaglás és canopy. A szigeten található botanikus kert és kilátó is. Minden április 22-én ünnepséggel emlékeznek meg a sziget Hondurashoz való 1861-es visszatéréséről, de a turisták számára fontosabb rendezvények a különféle települések karneváljai (főként szeptember közepén és karácsonykor). Ugyancsak szeptemberben horgászversenyt is szoktak tartani.

## Képek

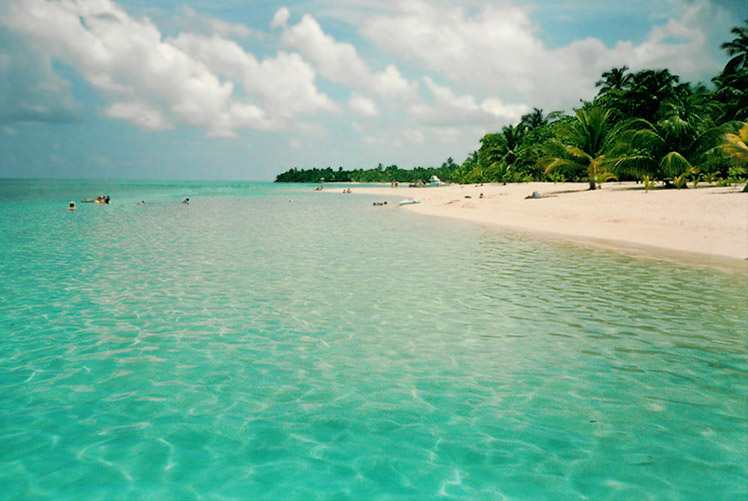
Partvidék a sziget nyugati végénél
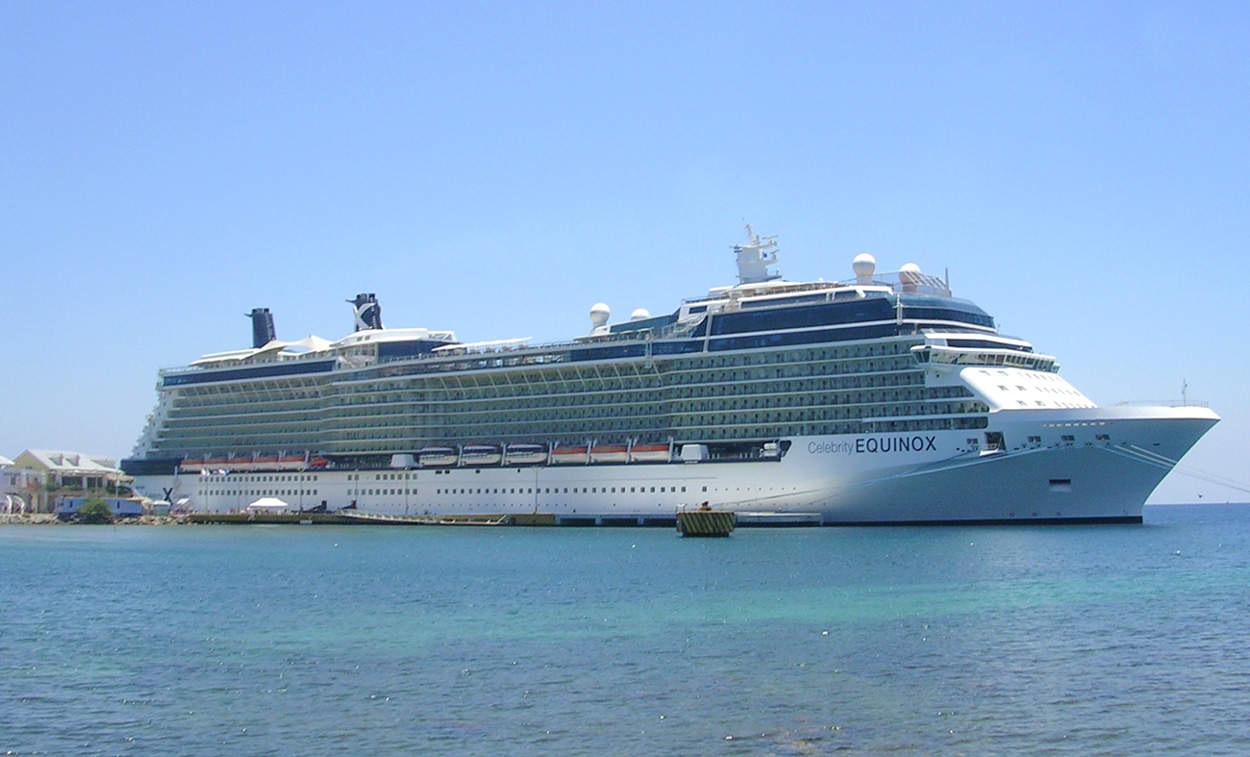
Óceánjáró Roatán partjainál
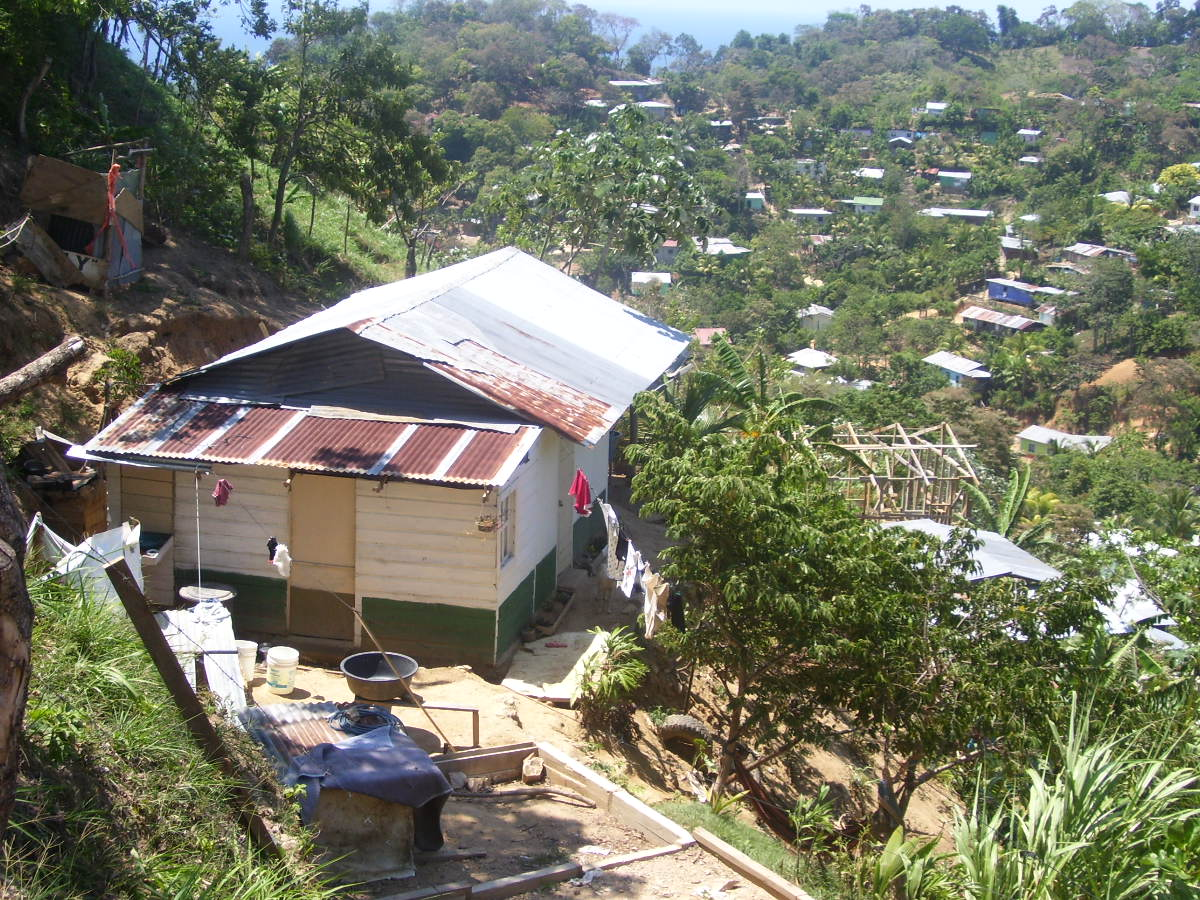
A Colonia Policarpo nevű település
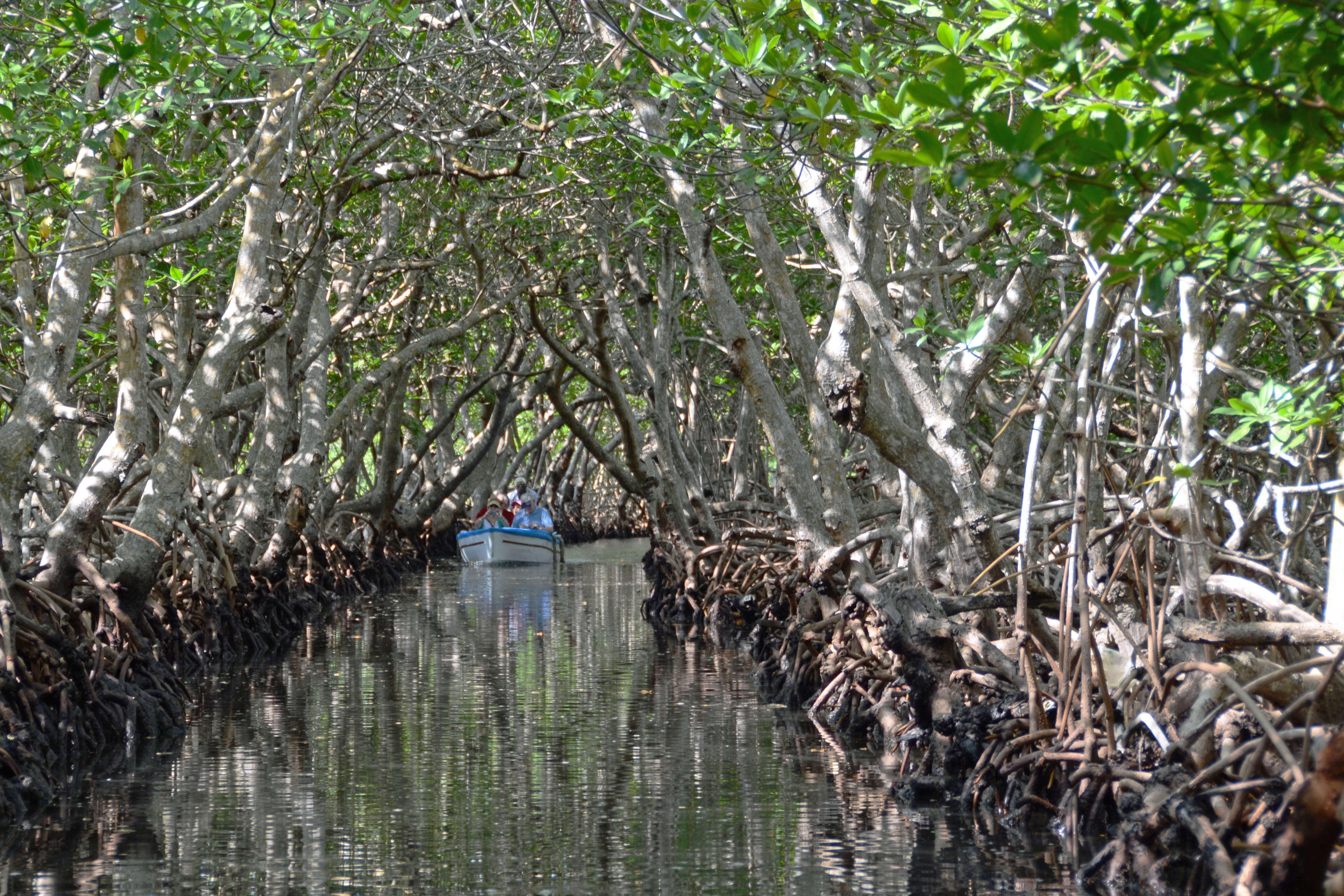
Mangrovés part